# Кравчук Галина Микитівна
Галина Микитівна Кравчук (Петлюк) (псевдо Галинка; нар. 23 березня 1933, с. Гніздичне, нині Україна) —  зв'язкова УПА. Почесна громадянка Лановецької міської територіальної громади (2021).  

## Життєпис
Галина Петлюк народилася 23 березня 1933 року в селі Гніздичне Збаразького району на Тернопільщині в родині священника Микити Петлюка та вчительки Ганни Петлюк (до шлюбу Рибчинської).
Навчалася в школі. Троє старших братів воювали в УПА. У 12 років стала зв"язковою підпілля, мала псевдо «Галинка». Виконувала доручення підпільників. У 1945 році   заарештована. У березні 1949 року вивезена на Далекий Схід. У 1965 році повернулася в Україну. Реабілітована в 1992 році. Брала участь у створенні Лановецької районної організації Народного руху України. Під час Революції гідності та з початком російсько-української війни — волонтерка.
У 2020-2021 роках відбувалися зйомки чотирисерійного циклу телепередач «Жива УПА. Тернопільщина», одну з серій циклу присвячено життєвому шляху Галини Петлюк[неавторитетне джерело][неавторитетне джерело].

## Родина
Перший чоловік — Іван Пінєгін із родини репресованих. Виховали дочку Ірину та сина Миколу. У 1965 році повернулися в Україну. Чоловік помер у 1975 році. Другий чоловік — Петро Кравчук.
Нині Галина Петлюк (Кравчук) має онуків Ларису та Віталія й правнучку Злату.